# Кяхкёнен, Сирпа
Си́рпа Хе́лена Кя́хкёнен (фин. Sirpa Helena Kähkönen; род. 15 сентября 1964, Куопио, Финляндия) — финская писательница и переводчик, награждённая высшей наградой страны для деятелей искусства — медалью Pro Finlandia (2015). С 2018 года Сирпа Кяхкёнен является президентом Союза финских писателей.
Изучала литературу и историю. В 1991 году опубликовала свою первую новеллу для юношества — «Kuu taskussa» («Луна в кармане»), а в 1998 году впервые опубликовала роман для взрослых — «Mustat morsiamet» («Чёрные невесты»). Одна из последних работ писательницы — роман «Graniittimies» («Гранитный человек», 2014) рассказывает о судьбах финских идеалистов, уехавших в Советский Союз и обосновавшихся в Ленинграде.
В 2015 году удостоена высшей награды Финляндии для деятелей искусства — медали «Pro Finlandia».